# Anna Ancher
Anna Kirstine Ancher, född Brøndum den 18 augusti 1859 i Skagen, död 15 april 1935 i Skagen, var en dansk målare. Hon var en av Skagenmålarna.

## Biografi
Anna Ancher var dotter till Erik Andersson och Anne Hedvig Brøndum och föddes på Brøndums Hotel, som drevs av föräldrarna. Hon var den femte i en syskonskara på sex barn, i vilken också ingick Christen Degn Brøndum, som övertog Brøndums Hotel efter fadern.
Hon studerade på Vilhelm Kyhns privata tecknare- och målarskola i tre vintrar i Köpenhamn tre vintrar 1875–1878 och i Paris för Pierre Puvis de Chavannes tillsammans med Marie Triepcke. Hon ställde ut första gången 1880 på Charlottenborg i Köpenhamn. Hon var den enda av Skagenmålarna som var född i Skagen, där hon var bosatt under hela sitt liv. Hon skildrade ömsint hemmiljöer och kvinnor i arbete.
Brøndums Hotel var under många år samlingspunkt för Skagenmålarna, och det var där Anna Ancher 1874 mötte Michael Ancher. De gifte sig 1880 och fick dottern och sedermera konstnären Helga Ancher. Familjen Ancher flyttede 1884 in i jomfru Melsens hus på Markvej 2 i Skagen, som senare byggdes ut. Huset är numera ett museum, Michael och Anna Anchers hus.
Anna Ancher tilldelades årsmedaljen 1903 och 1904. Hon fick utmärkelsen Tagea Brandt Rejselegat 1924. 
Många av hennes målningar finns på Skagens Museum, Ribe Kunstmuseum och Den Hirschsprungske Samling i Köpenhamn. Hon är även representerad på Statens Museum for Kunst, Nationalmuseum, och Göteborgs konstmuseum.

## Bildgalleri

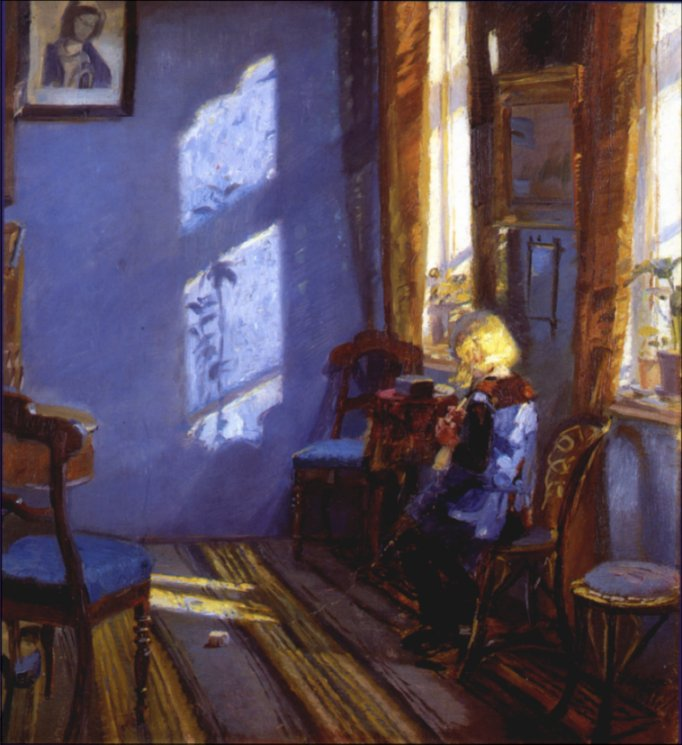
Solsken i det blå rummet (1891), Skagens Museum.
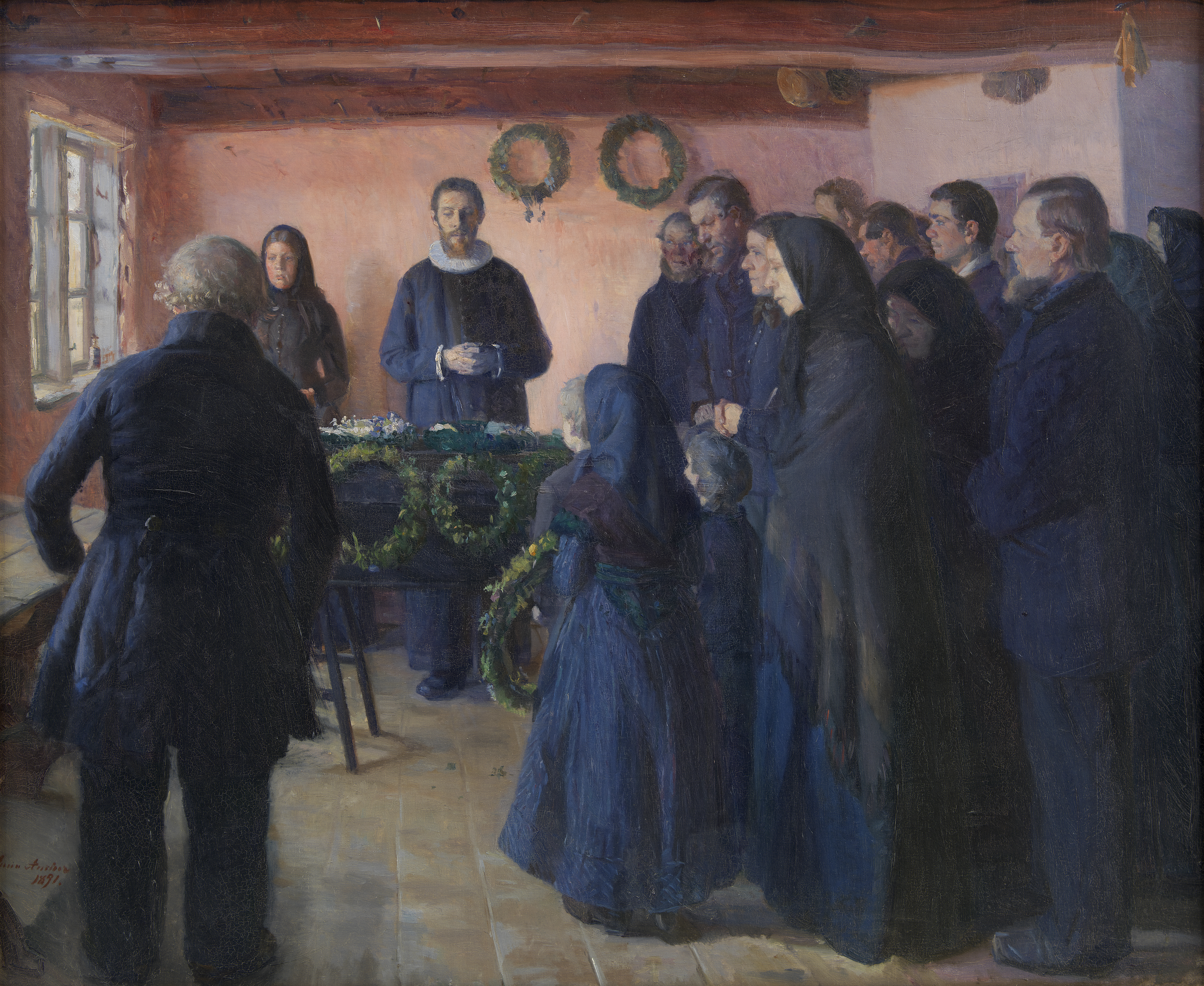
En begravelse, 1891
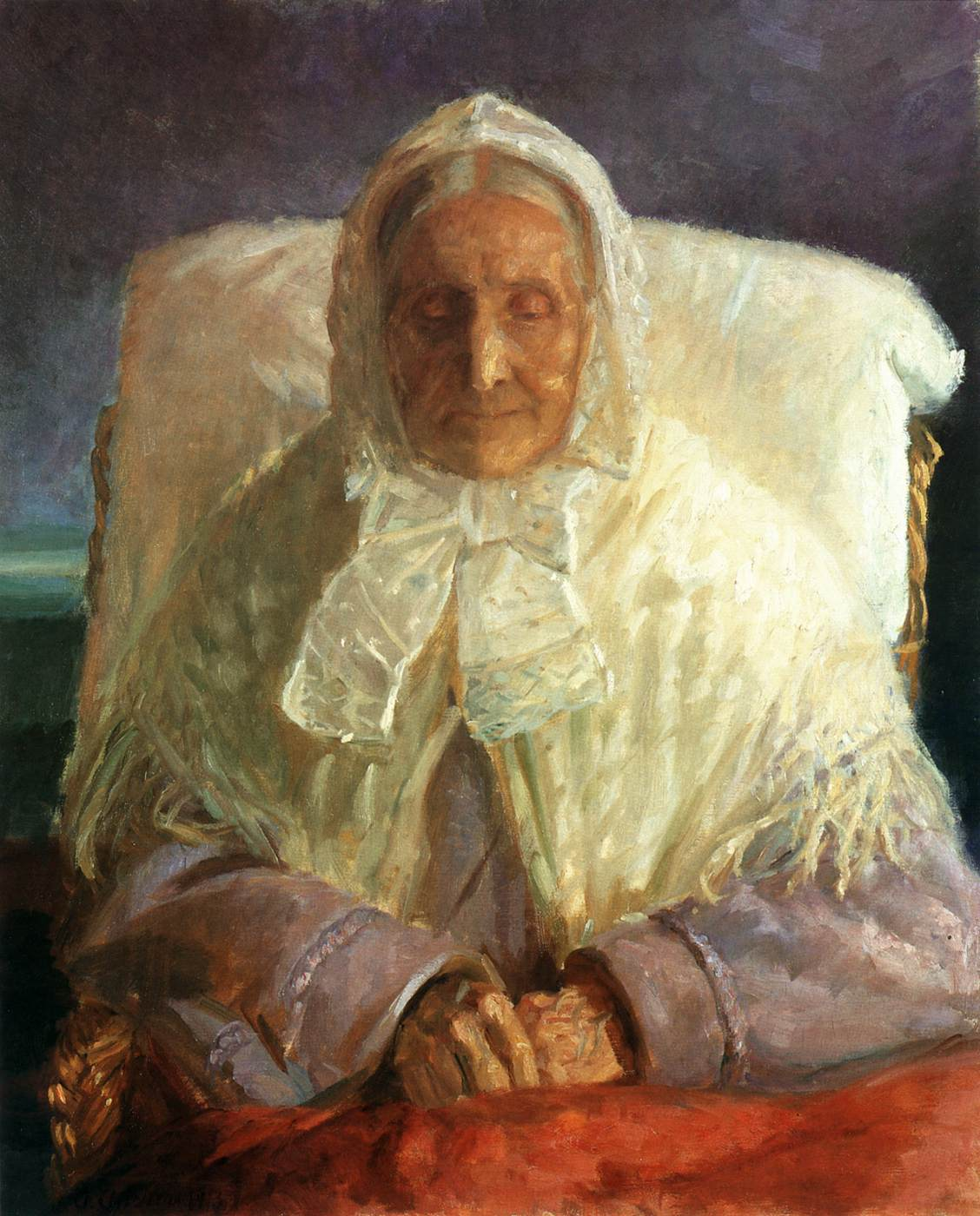
Fru Ane Brøndum i den blå stue, 1913
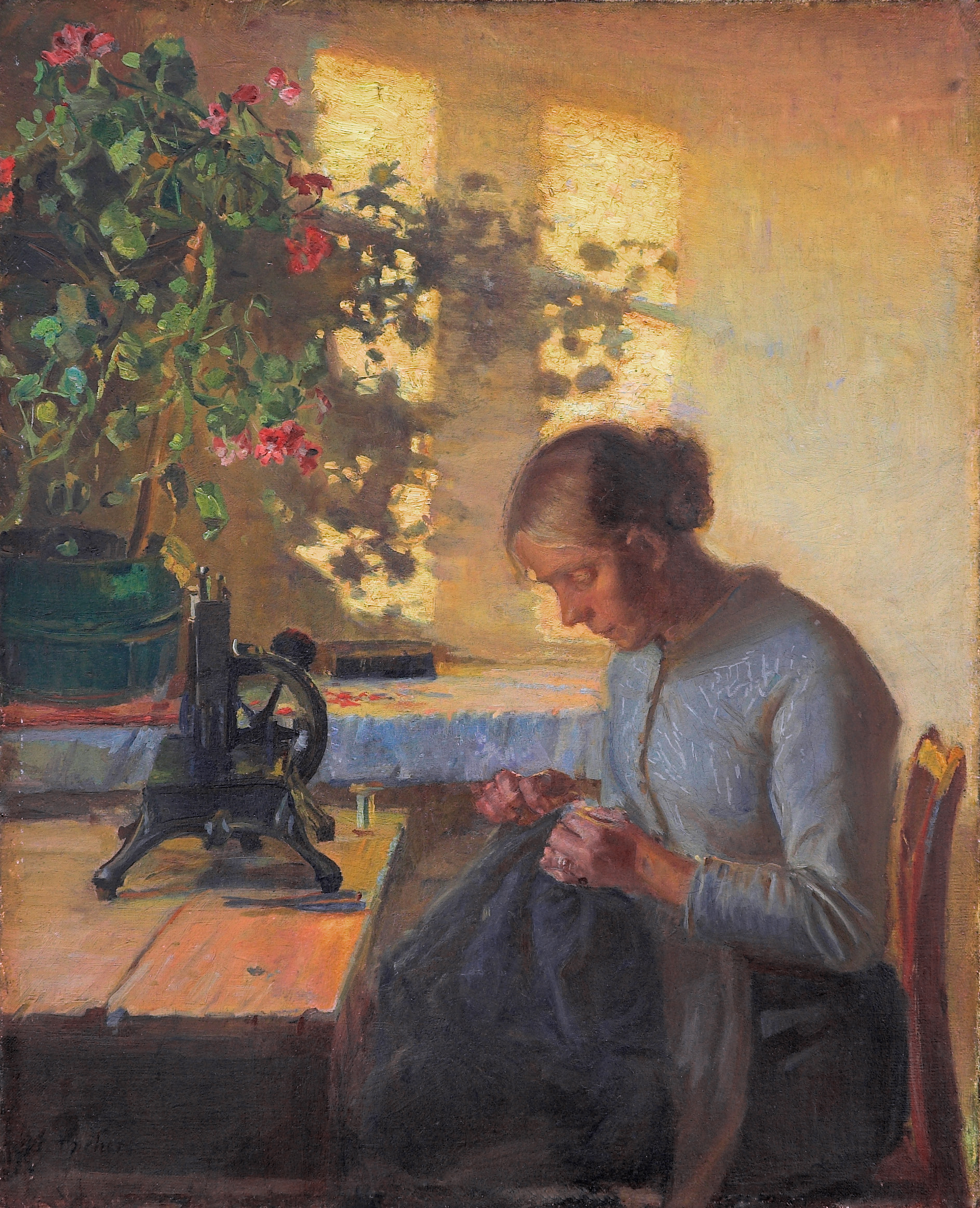
Syende fiskerpige, 1890
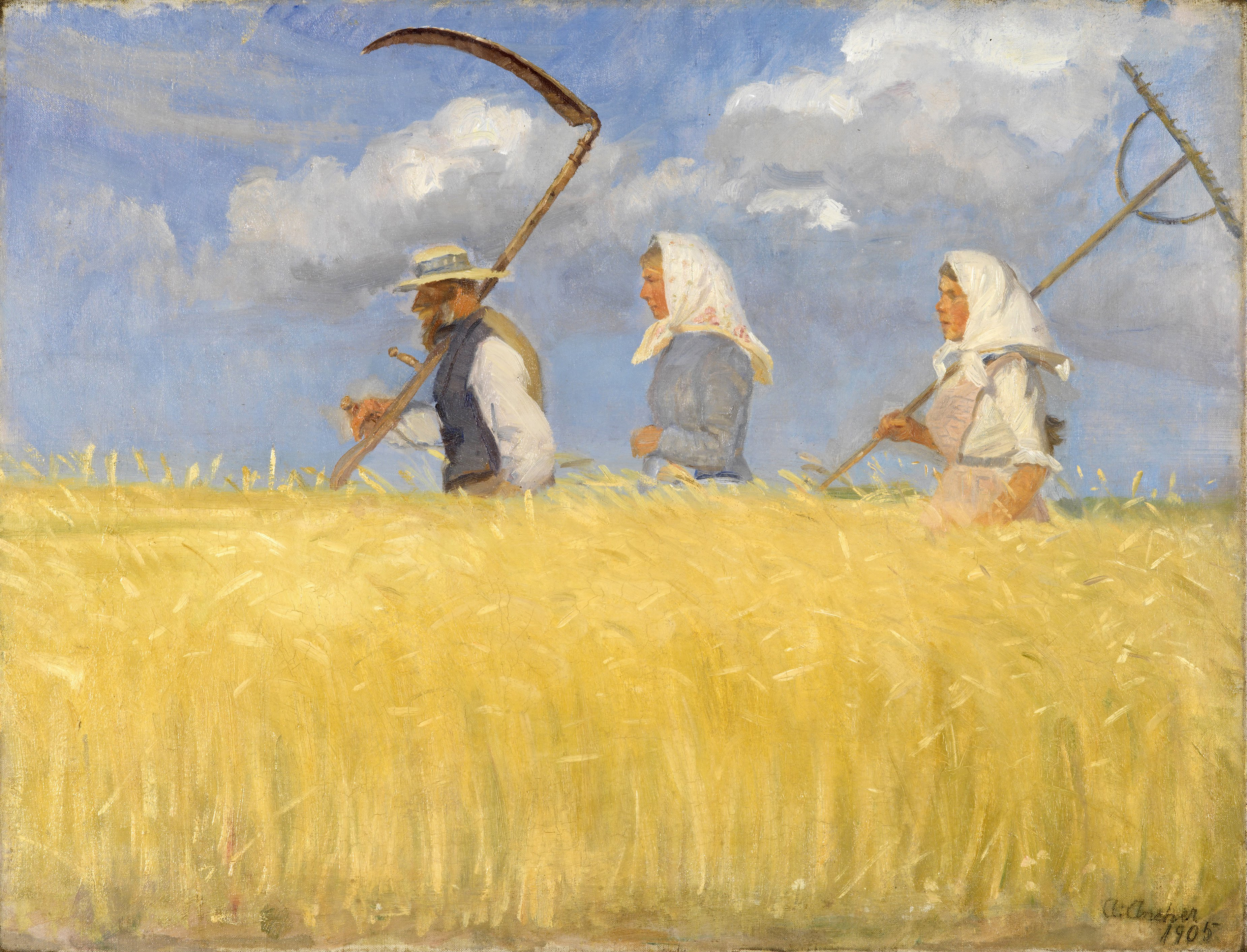
Høstarbejdere, 1905
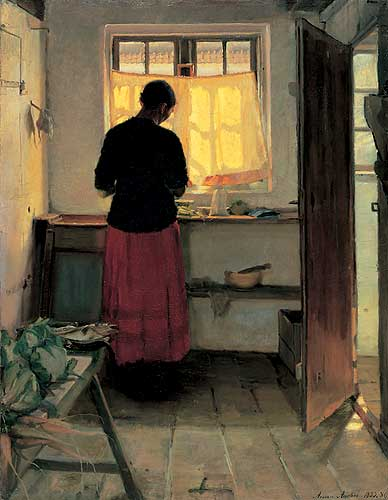
Flickan i köket, 1883–1886
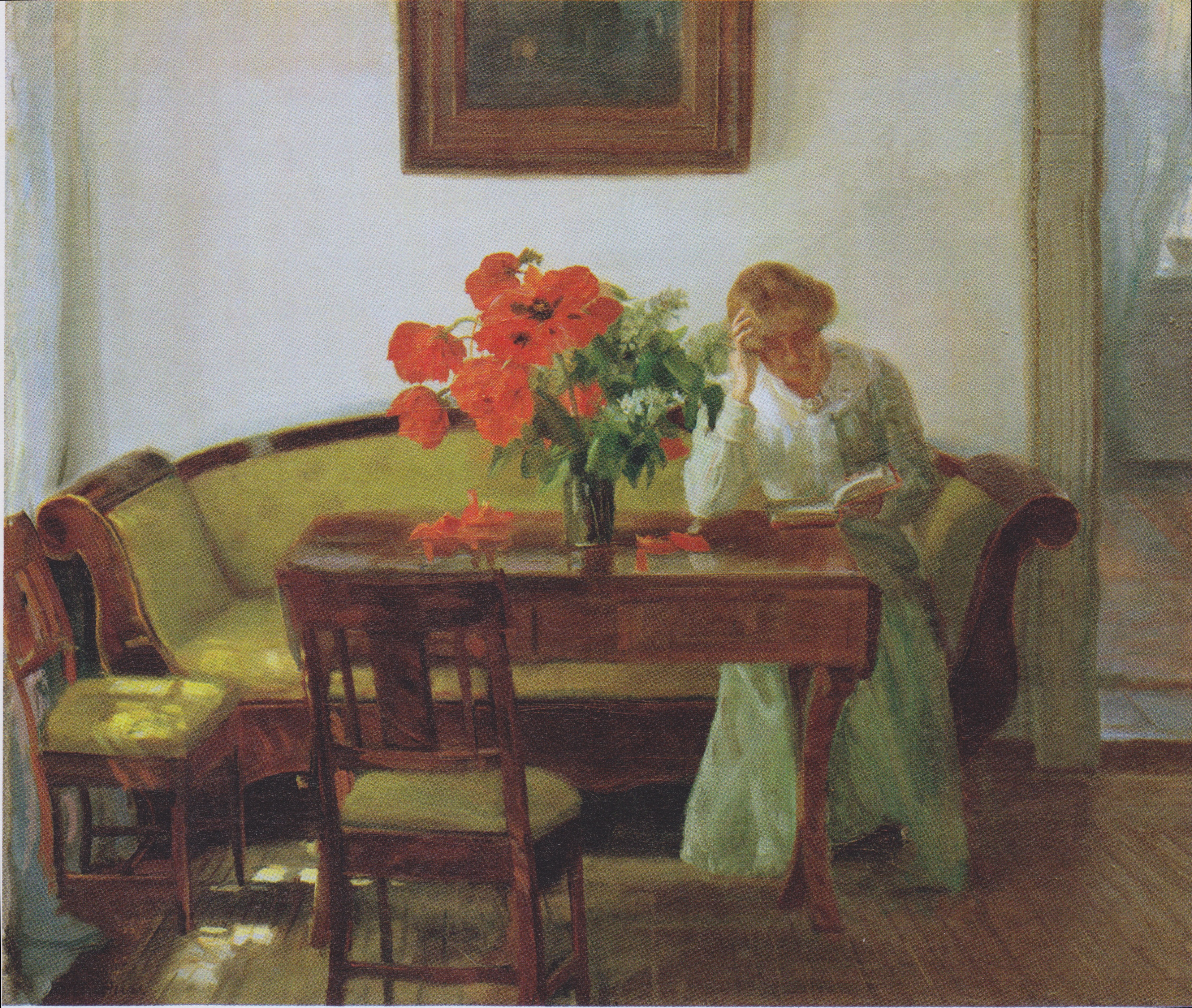
Interiør med røde valmuer, 1905
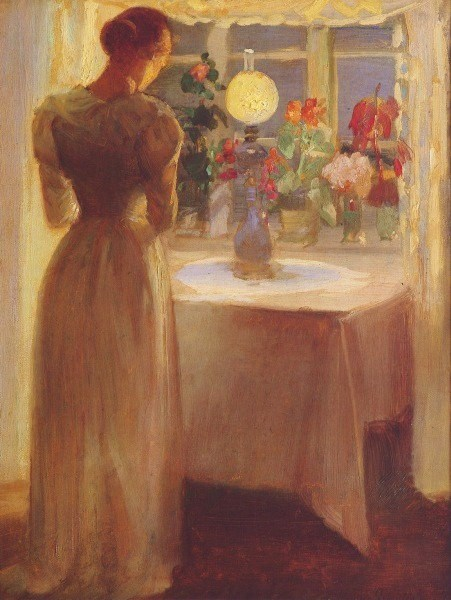
Ung pige foran en tændt lampe, 1887
Interiør med datteren Helga ved sytøjet, 1890
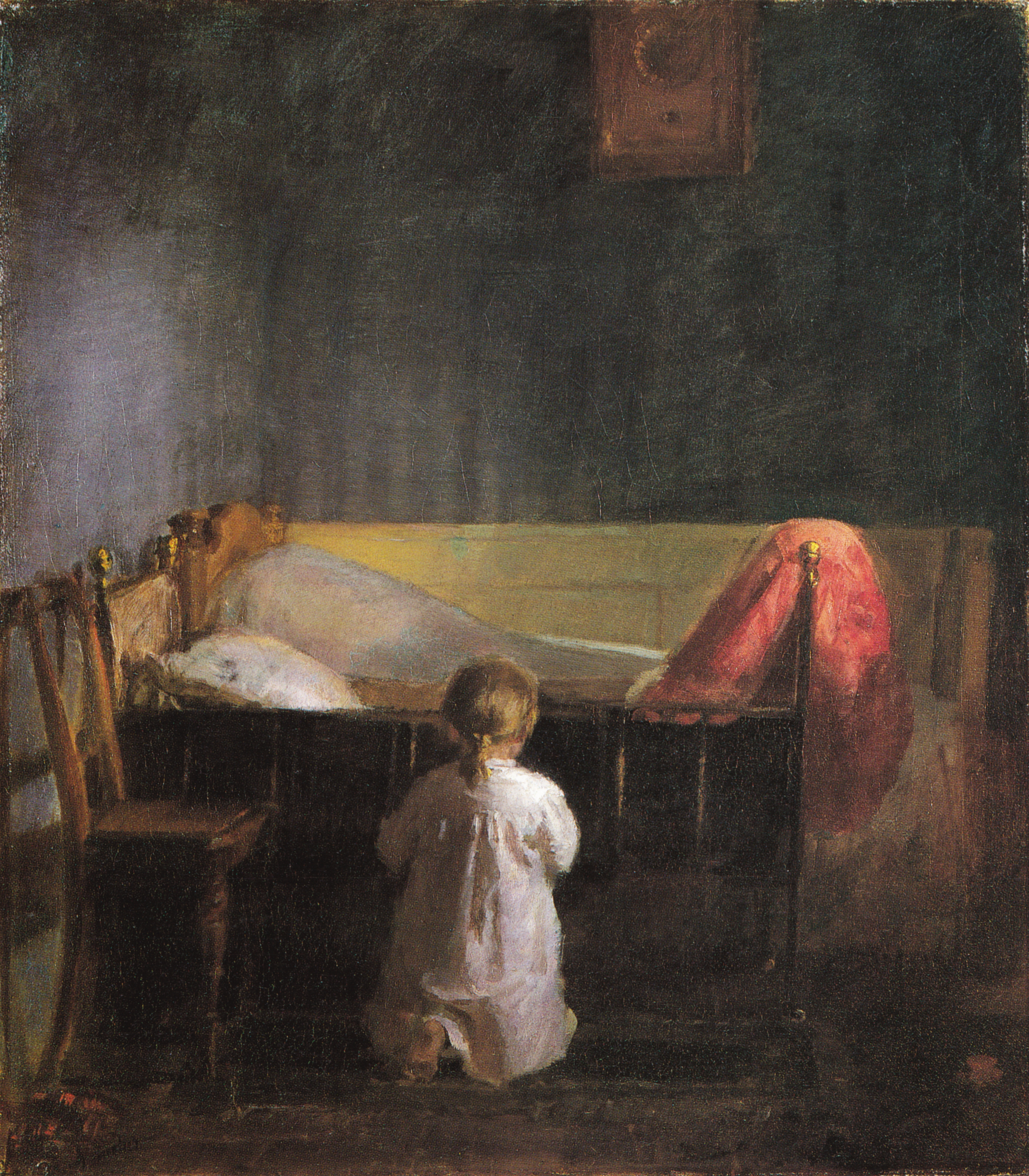
Aftenbøn, 1888
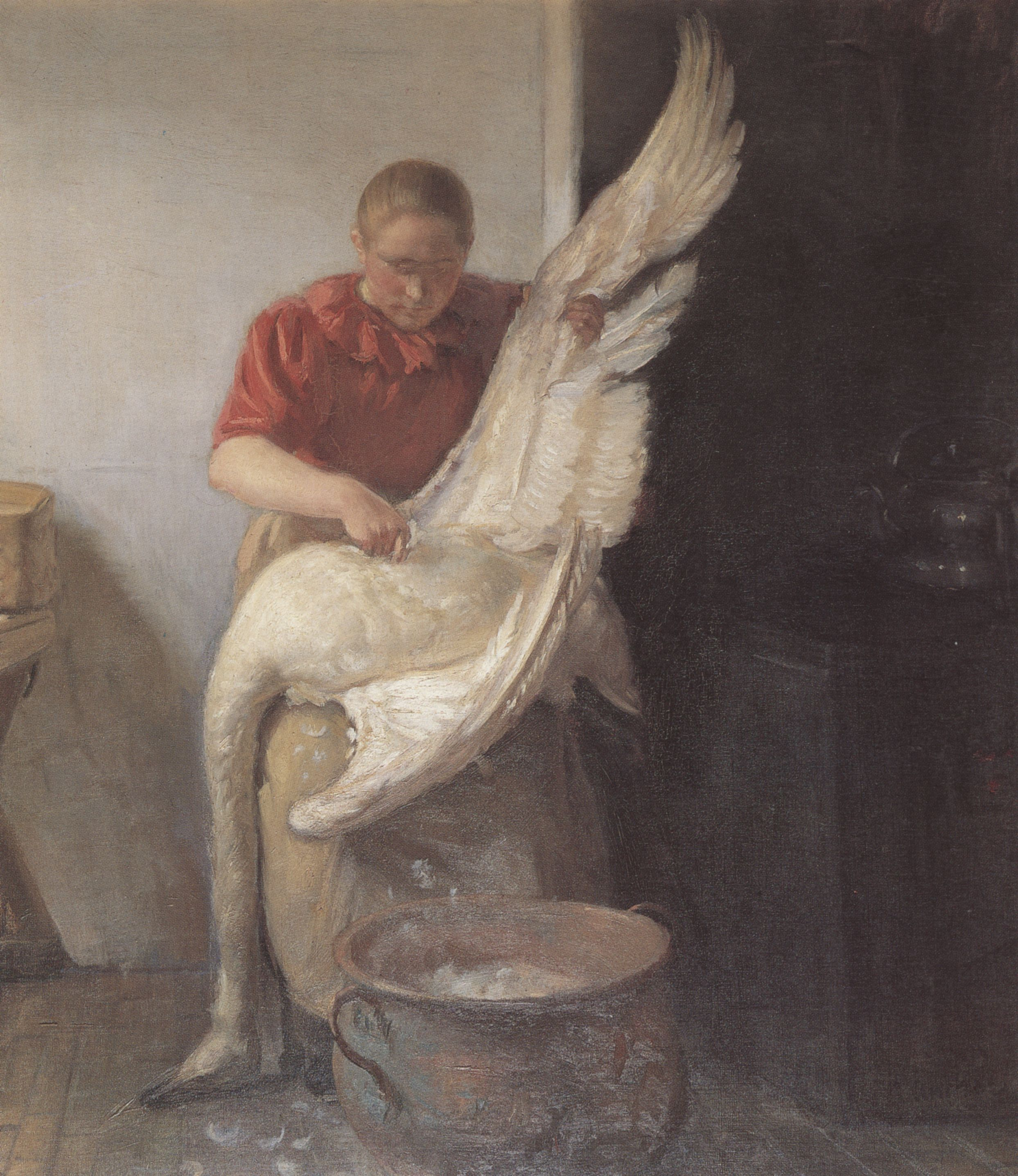
Ung kvinna som plockar en svan, 1900
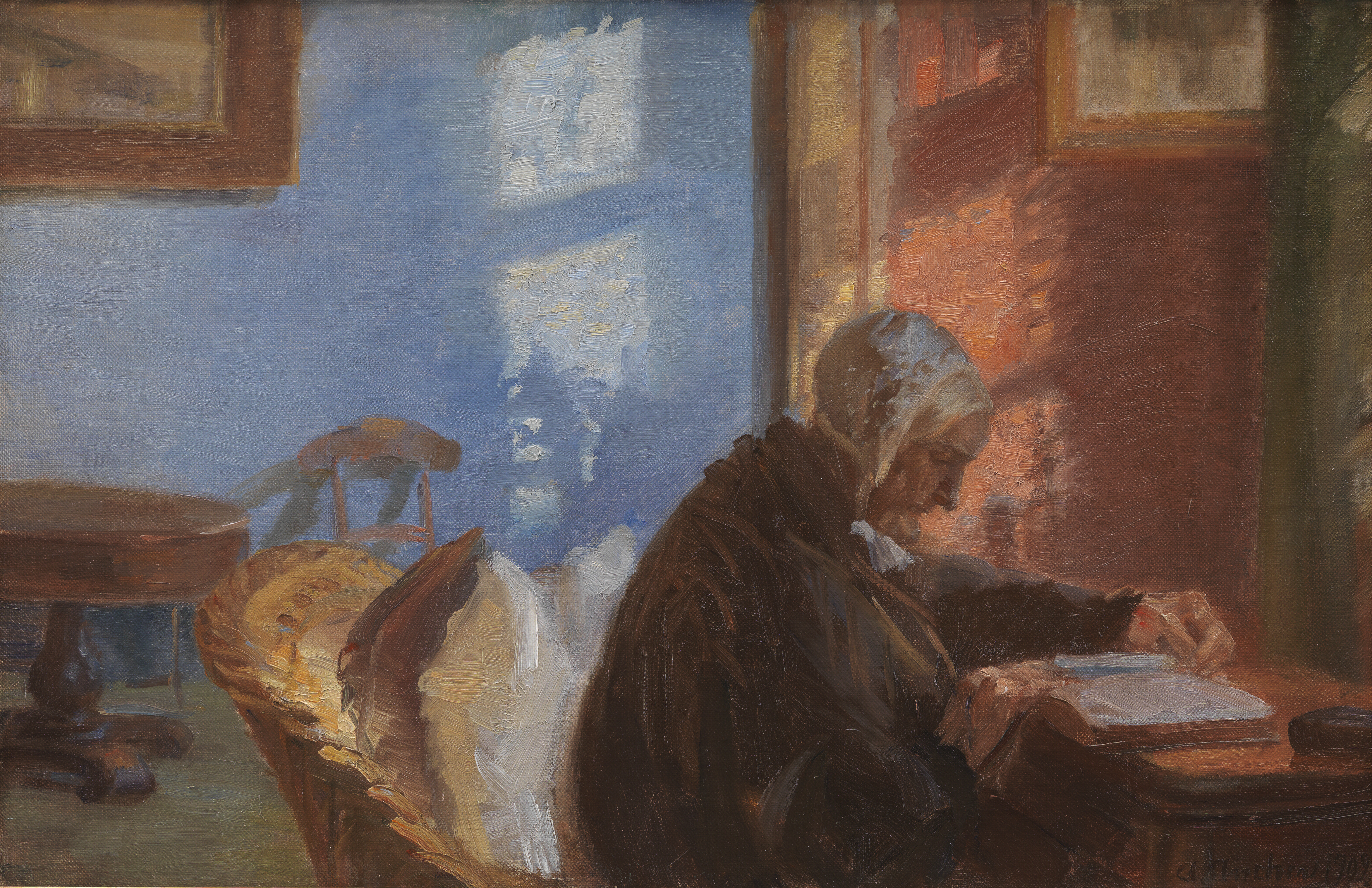
Konstnärens mor Ane Hedvig Brøndum i det röda rummet (1909), Statens Museum for Kunst.